# ジャクリーヌ・ガロー

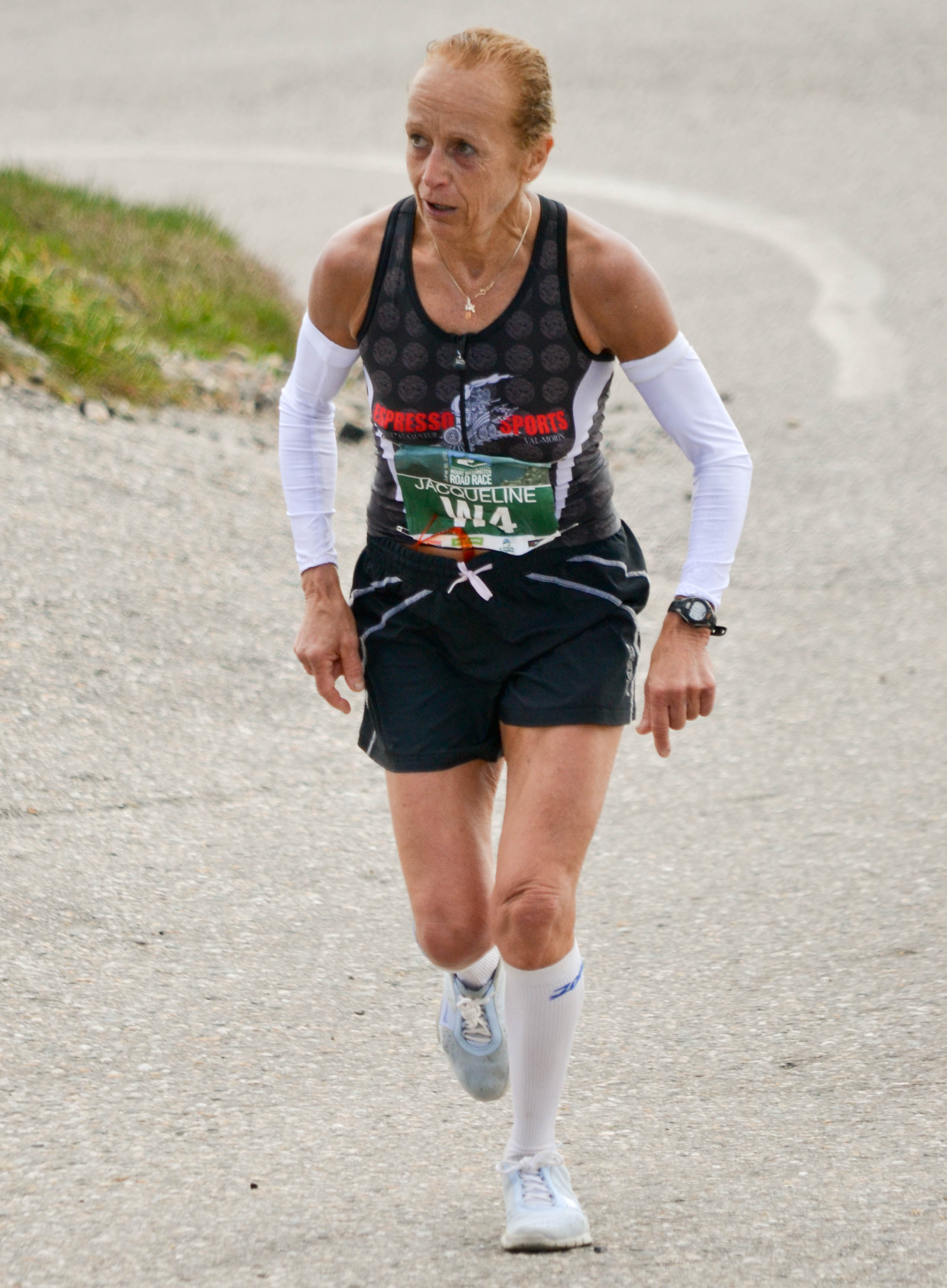
ジャクリーヌ・ガロー（2012年）

ジャクリーヌ・ガロー(Jacqueline Gareau、1953年3月10日-）は、カナダの女子陸上競技選手（長距離）である。

## 来歴
ケベック州出身。1980年4月21日のボストンマラソンでは終始女子選手のトップに立ってゴールインしたが、そのときロージー・ルイーズという別の女子選手がすでに勝者に贈られる月桂冠をかぶせられていた。その後ルイーズは何らかの不正をはたらいたとみなされて優勝を剥奪された。その結果、ガローが正式な優勝者と認定されてレースから一週間後に特別に表彰式が開かれた。ガローの公式タイムは2時間34分28秒であった。
世間で、ルイーズを非難する側と、ガローがルイーズから栄冠を「奪った」とする側との論争が起きてもガローは平静を装った。ガローはレースから2年後に、フロリダ州
マイアミの10kmロードレースへの出場を準備しているときに、実際にルイーズと対面した。この対面は素っ気ないもので、ルイーズは（以前から彼女が主張していたように）自分が1980年のボストンマラソンの勝者ではないと認めることを拒んだ。
ガローは実力のあるランナーで、1980年11月の第2回東京国際女子マラソンではイギリスのジョイス・スミスとの競り合いに敗れて惜しくも優勝は逃したものの、2時間30分58秒のタイムで2位になっている。女子マラソンが初めて正式種目に採用された1984年のロサンゼルスオリンピックではカナダ代表として出場したが、途中棄権した。この棄権について、女子マラソンのパイオニアであるゴーマン美智子は、日本の雑誌に発表した観戦記の中で、ガローが賞金レースに出すぎたためにオーバーワークとなったことが原因だと批判的に記している。
ガローは2005年のボストンマラソンでレースの名誉勝者である「グランド・マーシャル」に選ばれ、式典でゴールテープを切ることが許された。
現在は、元コーチで銀行員のジル・ラピエールと結婚している。